# Errigoiti
Errigoiti – gmina w Hiszpanii, w prowincji Biskaja, w Kraju Basków, o powierzchni 16,42 km². W 2011 roku gmina liczyła 537 mieszkańców.